# Bronisław Michelis
Bronisław Michelis, także: Bronisław de Michelis, właśc. Bronisław Piotr Henryk Michelis (ur. 1 sierpnia 1870 w Lublinie, zm. 10 grudnia 1960 w Łodzi) – inżynier mechanik i technolog, profesor Instytutu Włókiennictwa.

## Życiorys
Bronisław Michelis ukończył gimnazjum filologiczne w Lublinie w 1888 r. oraz jednoroczne studia na Wydziale Fizyko-Matematycznym Cesarskiego Uniwersytetu Warszawskiego, następnie ukończył Politechnikę Ryską w 1897 r. uzyskując dyplom inżyniera mechanika z wynikiem celującym oraz złotą odznakę, jednocześnie w latach 1895–1897 był asystentem katedry mechaniki. Podczas pobytu w Rydze brał udział w działalności polskich organizacji studenckich. Następnie ukończył studia elektrotechniczne na Politechnice w Karlsruhe, gdzie także pracował jako projektant elektrowni miejskich i zakładów przemysłowych w firmie „Gesellschaft für Elektrische Industrie”. W latach 1900–1907 pracował jako naczelny inżynier elektrowni, gazowni i wodociągów w Towarzystwie Akcyjnym Karola Scheiblera w Łodzi, pracując jednocześnie przy elektryfikacji kopalń „Saturn” i „Wojkowice”. W 1903 r. uzyskał dyplom inżyniera technologa Politechniki Ryskiej.
Był także działaczem łódzkiej Sekcji Technicznej Warszawskiego Oddziału Towarzystwa Popierania Rosyjskiego Przemysłu i Handlu. Od 1908 do 1909 roku pracował jako naczelny inżynier w zakładach włókienniczych firmy S. Jenny w Hard–Fußach nad Renem, gdzie zajmował się elektryfikacją i przebudową zakładów przemysłowych. Następnie wrócił do Łodzi, gdzie do 1932 r. pracował jako naczelny inżynier, a do 1939 jako dyrektor i prokurent w Zakładach Przemysłu Bawełnianego Ludwika Geyera, działając na rzecz rozwoju zakładów, budując nowe oddziały przędzalni, tkalni i wykończalni oraz rozbudowując kotłownię i siłownię. W 1936 był współzałożycielem Towarzystwa Przyjaciół Łodzi.
Okres II wojny światowej spędził na emigracji w Pitești w Rumunii, gdzie pracował jako nauczyciel języków: francuskiego, niemieckiego i angielskiego (Michelis znał 10 języków), działał jako prezes Ogniska Amerykańskiej Komisji Pomocy Uchodźcom Polskim w Rumunii oraz pełnił funkcję członka honorowego zarządu Koła Obywatelskiego Pomocy i Opieki nad Uchodźcami. W 1945 r. wrócił do Łodzi, w której rozpoczął pracę w Centralnym Zarządzie Przemysłu Włókienniczego jako naczelnik wydziału energetyki i ruchu, następnie od 1948 jako dyrektor działu techniki ruchu, by w 1949 zostać naczelnym doradcą technicznym. Michelis działał wówczas na rzecz powojennej odbudowy organizacji energetyki przemysłu włókienniczego. W latach 1950–1958 pracował na stanowisku samodzielnego pracownika naukowego, w 1955 zostając profesorem nadzwyczajnym, w Instytucie Włókiennictwa, w ramach którego był również członkiem rady naukowej. W ramach działalności w instytucie zajmował się racjonalizacją i normalizacją oświetlenia zakładów przemysłowych. W tym okresie publikował artykuły w czasopismach naukowych.

### Pozostała działalność
W trakcie I wojny światowej Michelis był członkiem Komisji Szacunkowej Miejskiej w Łodzi, będącej organem podległym Wydziałowi Rejestracji Strat Wojennych przy Radzie Głównej Opiekuńczej w Warszawie, a także działał w komitecie Łódzkiego Stowarzyszenia Techników, komitecie organizacyjnym Towarzystwa Kredytowego Przemysłu Polskiego, Państwowej Radzie Elektrycznej, radzie nadzorczej Stowarzyszenia Dozoru Kotłów w Warszawie, Polskim Komitecie Normalizacyjnym, a także w komisjach Związku Przemysłu Włókienniczego. W 1919 został członkiem rady krajowej Polskiej YMCA w Warszawie oraz przewodniczącym komitetu budowy gmachu YMCA w Łodzi. W latach 1922–1928 był prezesem Stowarzyszenia Elektryków Polskich, a w latach 1924–1932 także członkiem zarządu głównego SEP. W latach 1932–1939 był prezesem Łódzkiego Stowarzyszenia Techników, natomiast w latach 1948–1949 prezesem Oddziału Łódzkiego Naczelnej Organizacji Technicznej, a także w 1936 założycielem łódzkiego Towarzystwa Przyjaciół Nauk (od 1946 Łódzkiego Towarzystwa Naukowego).

### Życie prywatne
Bronisław Michelis był synem prawnika Marcina Władysława Michelisa oraz Matyldy z d. Hincz. Był 2-krotnie żonaty. Jego pierwszą żoną (od 1898) była Stanisława Newlin–Wagner, z którą miał syna – Bronisława Juliusza (1900–1956). Jego drugą żoną była jego siostrzenica Helena Okulicz–Woyciechowska.
Bronisław Michelis zmarł 10 grudnia 1960 w Łodzi, gdzie został pochowany na Starym Cmentarzu w Łodzi.

## Publikacje
- „Monografia energetyki włókienniczej w Polsce” (1950, maszynopis),
- „Oświetlenie zakładów przemysłowych” (1953, jako współredaktor),

Michelis przekazywał materiały i opracowania, m.in. do:
- publikacji Władysława Felhorskiego „Oświetlenie w przemyśle włókienniczym” (1951),
- wydawnictwa Instytutu Elektrotechniki „Oświetlenie elektryczne zakładów przemysłu jedwabniczo-galanteryjnego” (1952)[1].

## Odznaczenia
Odznaczony został m.in.:
- Srebrnym Krzyżem Zasługi za zasługi przy zabezpieczeniu, odbudowie i organizacji przemysłu (1946)[5],
- Złotym Krzyżem Zasługi z okazji jubileuszu 50–lecia pracy w Polskim Przemyśle Włókienniczym (1947)[6],
- W 1950 otrzymał godność członka honorowego Stowarzyszenia Inżynierów i Techników Przemysłu Włókienniczego[1],
- Krzyżem Kawalerskim Orderu Odrodzenia Polski (1955)[7][1].